# Gourbeyre
Gourbeyre is een gemeente in het Franse overzeese departement Guadeloupe op het eiland Basse-Terre, en telde 7.760 inwoners (2019). De oppervlakte bedraagt 22,52 km². Het ligt ongeveer 4 km ten oosten van de hoofdstad Basse-Terre.
De gemeente is genoemd naar admiraal en gouverneur Jean-Baptiste Gourbeyre vanwege zijn optreden na de aardbeving van 1843 die de Gourbeyre had verwoest. Voorheen heette de gemeente Dos d'âne of Ezelsrug. In 1837 was de gemeente opgericht.
In Gourbeyre zijn veel warmwaterbronnen, en het heeft zich ontwikkeld tot kuuroord. De gemeente ligt in een bergachtig gebied.

## Galerij

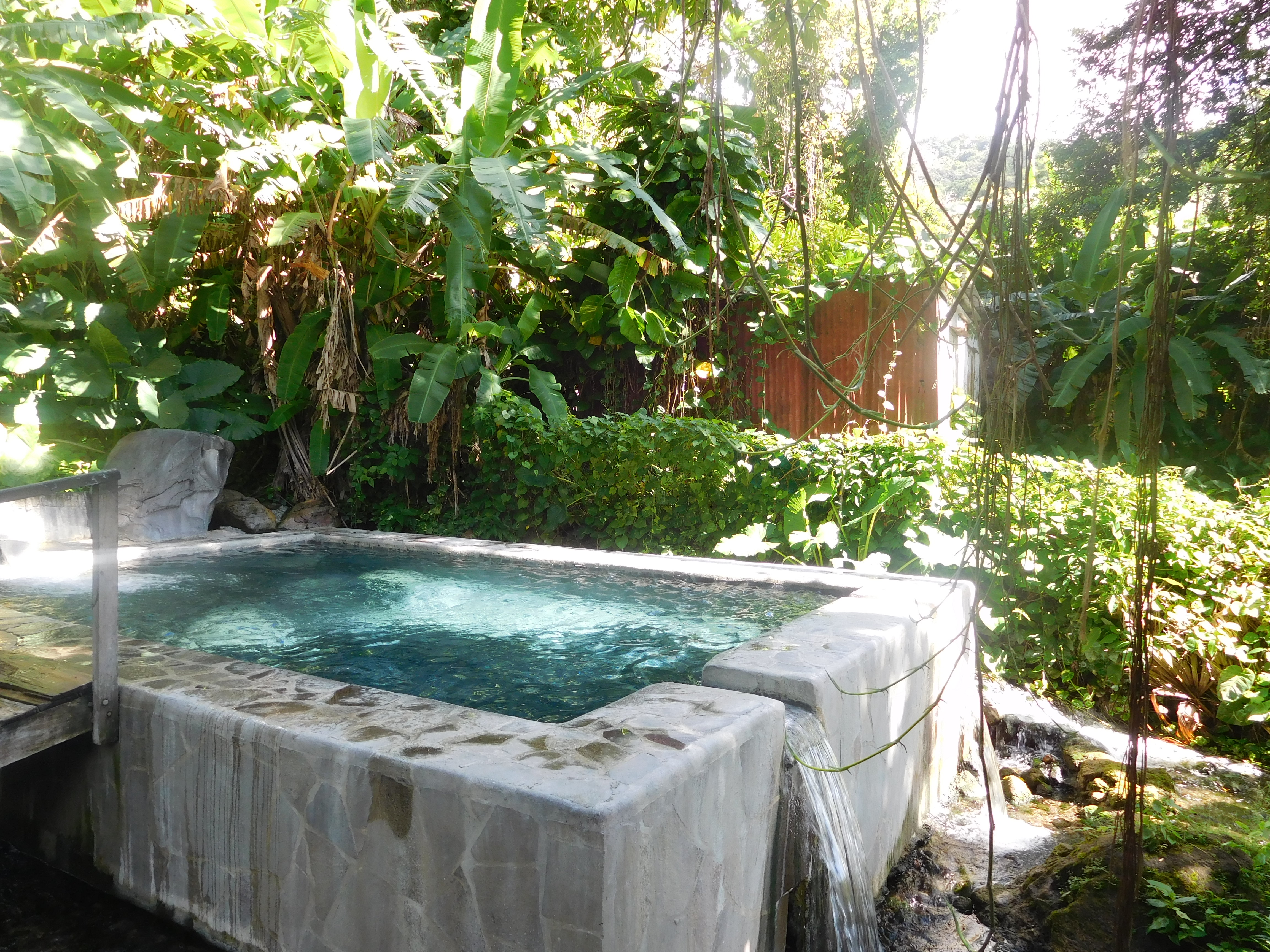
Thermisch bad Bains de Dolé
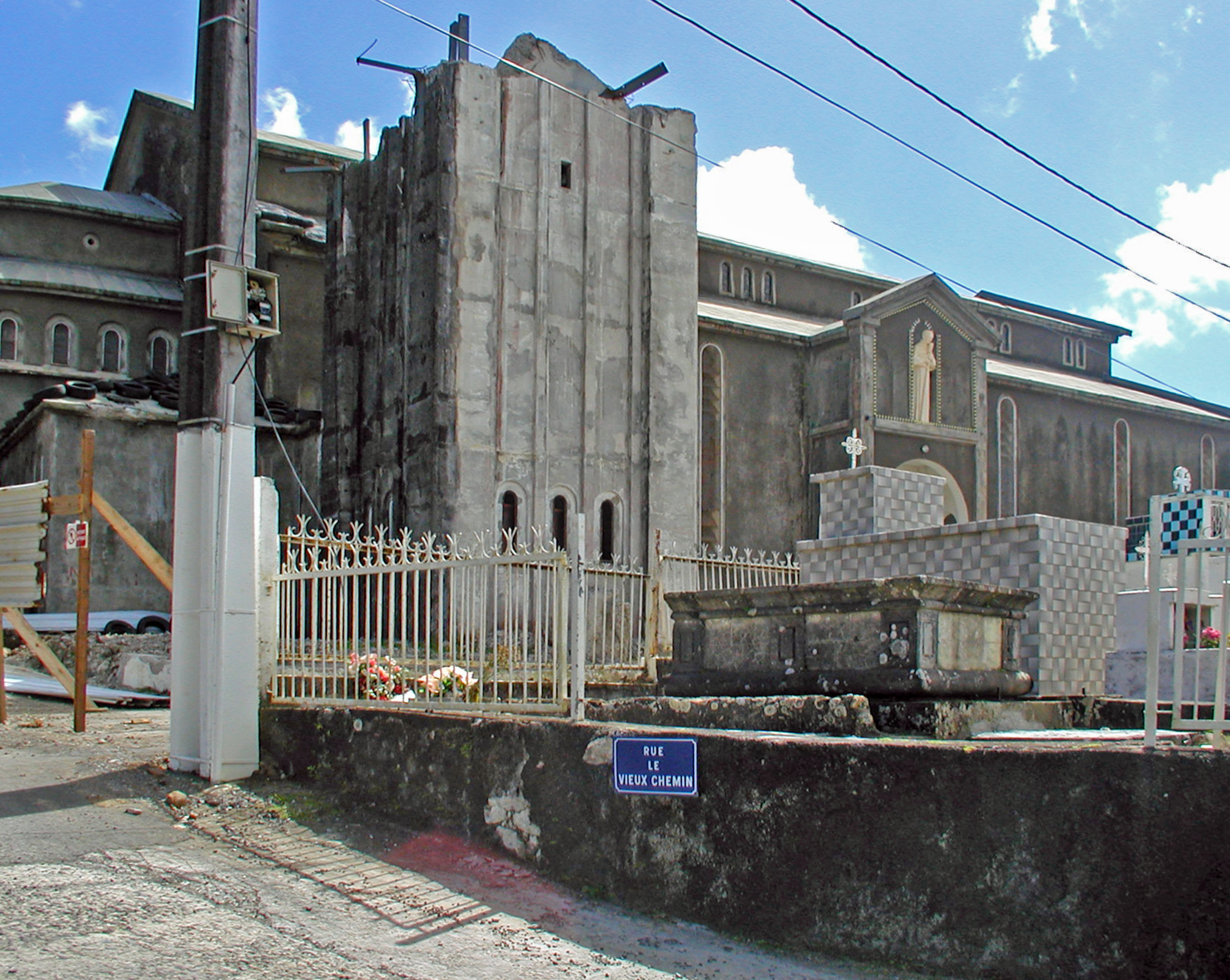
Kerktoren van Gourbeyre na de aardbeving van 2006

- Bibliothèque nationale de France: cb14640931b (data)
- Gemeinsame Normdatei: 4537035-7
- Library of Congress Control Number: n98031789
- MusicBrainz: f449d631-457e-4337-9a77-aa96ff1d5bf6
- Nationale Bibliotheek van Israël: 987007535739105171
- Système universitaire de documentation: 088513726
- Virtual International Authority File: 151639453

Les Abymes · Anse-Bertrand · Baie-Mahault · Baillif · Basse-Terre · Bouillante · Capesterre-Belle-Eau · Capesterre-de-Marie-Galante · Deshaies · La Désirade · Le Gosier · Gourbeyre · Goyave · Grand-Bourg · Lamentin · Morne-à-l'Eau · Le Moule · Petit-Bourg · Petit-Canal · Pointe-à-Pitre · Pointe-Noire · Port-Louis · Saint-Claude · Sainte-Anne · Sainte-Rose · Saint-François · Saint-Louis · Terre-de-Bas · Terre-de-Haut · Trois-Rivières · Vieux-Fort · Vieux-Habitants